# Frédéric Gibert
Pour les articles homonymes, voir Gibert.
Frédéric Gibert est un ancien joueur de volley-ball français né le 15 avril 1973 à Autun (Saône-et-Loire). Il mesure 2,01 m et jouait central. Il totalise 63 sélections en équipe de France.

## Clubs
| Club              | Pays   | De        | À         |
| ----------------- | ------ | --------- | --------- |
| JSA Bordeaux      | France | 1991-1992 | 1997-1998 |
| Nice Volley-Ball  | France | 1998-1999 | 1999-2000 |
| Tours Volley-Ball | France | 2000-2001 | 2004-2005 |
| AS Cannes         | France | 2005-2006 | 2005-2006 |
| Arago de Sète     | France | 2006-2007 | 2006-2007 |

## Palmarès
- Ligue des champions (1)
  - Vainqueur : 2005
- Championnat de France (1)
  - Vainqueur : 2004
  - Finaliste : 2003
- Coupe de France (2)
  - Vainqueur : 2003, 2005
  - Finaliste : 2001, 2006
- Supercoupe de France
  - Perdant : 2004